# Marek Szczepanowski
Marek Szczepanowski (ur. 4 czerwca 1972 w Sochaczewie) – polski urzędnik państwowy i dyplomata, od 2023 ambasador RP na Cyprze.

## Życiorys
Marek Szczepanowski ukończył z wyróżnieniem studia na kierunku stosunki międzynarodowe na Uniwersytecie Warszawskim oraz podyplomowe Studium Bezpieczeństwa Narodowego. Absolwent IX promocji Krajowej Szkoły Administracji Publicznej (1999–2001).
W 2001 rozpoczął pracę w Ministerstwie Spraw Zagranicznych. Związany był zawodowo także z Urzędem Komitetu Integracji Europejskiej. W MSZ zajmował się kwestiami dotyczącymi integracji i członkostwa Polski w Unii Europejskiej. Pracował w Konsulacie Generalnym RP w Mediolanie, w Wydziale Politycznym Ambasady RP w Rzymie oraz jako zastępca dyrektora Instytutu Polskiego w Rzymie. Doszedł do stopnia dyplomatycznego radcy-ministra.
Od 2010 w centrali MSZ pełnił funkcje zastępcy oraz dyrektora Biura Archiwum i Zarządzania Informacją, gdzie odpowiadał m.in. za przygotowanie i wdrożenie pierwszego w polskiej administracji publicznej systemu zarządzającego Elektronicznym Obiegiem Dokumentów, kierował pracami zespołu ds. nowej wizualizacji MSZ i placówek zagranicznych oraz koordynował reformę obiegu dokumentów niejawnych w MSZ. W 2018 został zastępcą, a następnie dyrektorem Departamentu Dyplomacji Publicznej i Kulturalnej. Od kwietnia 2021 pełnił funkcję dyrektora Protokołu Dyplomatycznego MSZ. 11 sierpnia 2023 został mianowany ambasadorem RP na Cyprze. Stanowisko objął we wrześniu 2023.
Posługuje się angielskim, włoskim i niemieckim. Żonaty, ojciec dwójki dzieci.

## Odznaczenia
- Krzyż Komandorski Orderu „Za zasługi dla Litwy”, Litwa, 2023[5]
- Medal Stulecia Odzyskanej Niepodległości, Polska, 2022[6]
- Komandor Orderu Makariosa III(inne języki), Cypr[potrzebny przypis]